# Quinn Simmons
Quinn Simmons (Durango, Colorado, 8 de abril de 2001) é um ciclista profissional estadounidense que atualmente corre para a equipa Trek-Segafredo de categoria WorldTeam.

## Trajectória
No ano 2019 consagrou-se campeão mundial de Estrada masculina junior nos campeonatos mundiais de ciclismo em Yorkshire. Poucos dias depois fez-se oficial seu passo a profissionais a partir de 2020 com a equipa Trek-Segafredo.

## Palmarés
2018 (como júnior)
- Campeonato dos Estados Unidos em Estrada Junior
- 1 etapa no Troféu Karlsberg, Juniors

2019 (como júnior)
- La Route des Géants (Gante-Wevelgem, Juniors)
- Driedaagse van Axel, Juniors
- Grand Prix Rüebliland, Juniors
- Keizer der Juniores Koksijde, Juniors
- Campeonato dos Estados Unidos em Contrarrelógio Junior
- Campeonato Mundial em Estrada Júnior

## Equipas
- LUX Cycling[5] (amador) (2018-2019)
- Trek-Segafredo (2020-)